# 1364
- Wikisource

| Calendário gregoriano                                                        | 1364 MCCCLXIV                                         |
| Ab urbe condita                                                              | 2117                                                  |
| Calendário arménio                                                           | 813 – 814                                             |
| Calendário bahá'í                                                            | -480 – -479                                           |
| Calendário budista                                                           | 1908                                                  |
| Calendário chinês                                                            | 4060 – 4061 Início a 3 de fevereiro (aproximadamente) |
| Calendário copta                                                             | 1080 – 1081                                           |
| Calendário etíope                                                            | 1356 – 1357                                           |
| Calendários hindus - Vikram Samvat - Calendário nacional indiano - Cáli Iuga | 1419 – 1420 1285 – 1286 4464 – 4465                   |
| Calendário Holoceno                                                          | 11364                                                 |
| Calendário islâmico                                                          | 765 – 766                                             |
| Calendário judaico                                                           | 5124 – 5125                                           |
| Calendário persa                                                             | 742 – 743                                             |
| Calendário rúnico                                                            | 1614                                                  |
| Calendário solar tailandês                                                   | 1907                                                  |

1364 (MCCCLXIV, na numeração romana) foi um ano bissexto do século XIV do Calendário Juliano, da Era de Cristo, e as suas letras dominicais foram  G e F (52 semanas), teve início a uma segunda-feira e terminou a uma terça-feira.
| Ano completo                            |
| --------------------------------------- |
| Ano bissexto com início à segunda-feira |

## Eventos
- 8 de abril - Sobe ao trono Carlos V de França, também conhecido como Carlos o sábio.
- 29 de Setembro - Termina a Guerra Civil da Bretanha com uma vitória da Casa de Montfort na Batalha de Auray.
- O futuro rei João I de Portugal é feito Grão Mestre da Ordem de Aviz, quando tinha 6 anos.

## Mortes
- 8 de abril - João II, o Bom, Rei de França (no cativeiro em Inglaterra). (n. 1319).
- 29 de setembro - Carlos de Châtillon, foi Duque da Bretanha entre 1341 e 1364, Conde de Blois, de Dunois e Senhor de Guise, n. 1319.
- Regnault de Braquemont, Senhor de Bracquemont e Traversain na Normandia, n. 1300.
- D. Martins de Avelar, mestre da Ordem de Avis.